# Zamek w Dermaniu
Zamek w Dermaniu – warowny zamek wybudowany przez ród książąt Ostrogskich.

## Właściciele
W 1583 roku właścicielem był książę Konstanty Wasyl Ostrogski, wojewoda kijowski. W 1753 r. otrzymał go ks. Stanisław Lubomirski, później był w rękach Jabłonowskich. W XIX w. wrócił do książąt Lubomirskich przez ożenienie się Marcelego Lubomirskiego z Jabłonowską.

## Ruiny
Oprócz siedziby Lubomirskich znajdowały się jeszcze w Dermaniu ruiny zamku Ostrogskich oraz warowny monaster, początkowo prawosławny, fundacji tejże rodziny.